# Yvoy-le-Marron
Yvoy-le-Marron és un municipi francès de la regió del Centre - Vall del Loira, departament del Loir i Cher. El 2018 tenia 742 habitants.